# Чернявский, Никита Антонович
Никита Антонович Чернявский (укр. Микита Антонович Чернявський; 15 сентября 1920, с. Смоляниново Новоайдарского района Луганской области Украины — 9 июля 1993) — украинский советский поэт, прозаик, журналист.

## Биография
Родился в крестьянской малограмотной семье. Страшный голод 1932—1933 на Украине семья Чернявских пережила только благодаря помощи односельчан.
Перед войной окончил Старобельскую медико-фельдшерскую школу (1939), работал заведующим фельдшерскими сельскими пунктами. По состоянию здоровья в армию не был мобилизован. В условиях оккупации в родном селе организовал подпольный полевой госпиталь, где лечились раненые красноармейцы и партизаны, действующих на Луганщине отрядов. Был выдан предателем, но чудом избежал расстрела.

## Творчество
Первые стихи Н. Чернявского были опубликованы в 1936 в местной газете. В 1948 в Сталино вышел первый сборник стихов «Зерна щастя». В том же году автор был принят в члены Союза советских писателей Украины.
В 1952 перешёл на работу журналистом газеты «Лисичанский рабочий», а затем в редакции областных газет «Луганская правда» и «Прапор перемоги».
В последующем с 1977 по 1983 годы руководил луганским областным литературным объединением и областной организацией союза писателей Украины.
Автор поэтических сборников:
- «Поезії» (1951)
- «Красуються жита» (1955)
- «Вітер з поля» (1957)
- «Голуби на площах» (1958)
- «Дума про Донець» (1959)
- «На тихій Лугані» (1962)
- «Щоб небо не падало» (1963)
- «З глибини доріг» (1964)
- «Відстані» (1968)
- «Земна могуть» (1969)
- «Порадь мені, поле» (1969)
- «Злети» (1970)
- «Народжується день» (1972)
- «Над витоками літа» (1974)
- «Людиною бути» (1977)
- «Зелена гілка добра» (1980)
- «Поезії» (1988) и других.

Проза Н. Чернявского включает:
- повести «Червоні світанки» (1971), «Ти зі мною», «Батькові руки»
- роман—трилогия «Людям важче» («Людям важче», «Сонце в полинах», «Тиждень Івана Лободи») (1973)
- романы «Материне серце» (1978), «Донбаські грози» (1983), «Суша» (1990, напечатан в 2005), «Ідологія» (не напечатан)
- сборники рассказов и документальных очерков и др.

Печатался в латышских, белорусских антологиях. Произведения автора переводились на болгарский, молдавский, азербайджанский, татарский и многие другие языки. В издательстве «Советский писатель» вышли в переводе на русский его роман-трилогия «Людям важче» («Донбасские грозы») и поэтических сборник «Чтобы небо не падало».
Активно занимался экологической тематикой.

## Награды
- Орден Отечественной войны 2 степени, многими медалями
- Медаль «За трудовое отличие» (24 ноября 1960 года) — за выдающиеся заслуги в развитии советской литературы и искусства и в связи с декадой украинской литературы и искусства в гор. Москве[1].
- Почётная Грамота Президиума Верховного Совета УССР
- Лауреат Луганской областной премии имени «Молодой гвардии» (1968 г.)
- Лауреат Северодонецкой литературной комсомольской премии имени Бориса Горбатова (1971 г.)

## Премия
Луганской областной организацией Национального союза писателей Украины учреждена ежегодная международная литературная премия имени Никиты Чернявского.

## Примечание
Был одним из инициаторов создания в 1988 в с. Алексеевка Луганской области единственного на Украине народного музея и памятника выдающемуся украинскому писателю, учёному, общественному и политическому деятелю Б. Д. Гринченко.